# Temuka (rivière)
La rivière Temuka  est un cours d’eau de la région de  Canterbury dans l’Île du Sud de la Nouvelle-Zélande.

## Géographie
C’est l’une des nombreuses rivières, qui se rencontrent tout près du sud de la ville de Temuka, faisant toutes partie du système de la rivière Opihi.